# Ахтырка (Крым)
Ахты́рка (до 1860-х Коджалки́; укр. Ахтирка, крымскотат. Qocalki) — исчезнувшее село в Нижнегорском районе Республики Крым, включённое в состав Емельяновки. Располагалось на северо-востоке района, в степном Крыму, недалеко от устья Салгира на правом берегу, сейчас северная часть села.

## История
Впервые в исторических документах встречается в «Списке населённых мест Таврической губернии по сведениям 1864 года», составленном по результатам VIII ревизии 1864 года, согласно которому, Ахтырка Шейих-Монахской волости Феодосийского уезда, или 2 бывших деревни Сыртке-Коджалаки и Эльгеры-Коджалаки — казённая русская деревня с 21 двором и 83 жителями при реке Биюк-Кара-Су. Согласно «Памятной книжке Таврической губернии за 1867 год», деревни Эльгеры и Сиртки Коджалаки были покинуты жителями в 1860—1864 годах, в результате эмиграции крымских татар, особенно массовой после Крымской войны 1853—1856 годов, в Турцию и заселены русскими из Воронежской и Харьковской губерний, а деревня переименована в Ахтырку, хотя, судя по карте 1865 года Сыртке и Эльгеры-Коджалаки находились намного севернее нынешнего села Емельяновка. На трёхверстовой карте Шуберта с корректурой 1876 года деревня Ахтырка обозначена с 11 дворами. На 1886 год в деревне Ахтырка (также Эльчечи, Сиротки, Коджалки) согласно справочнику «Волости и важнѣйшія селенія Европейской Россіи», проживало 107 человек в 14 домохозяйствах, действовала мечеть и 2 лавки. По «Памятной книге Таврической губернии 1889 года», по результатам Х ревизии 1887 года, в селе Ахтырка числилось 23 двора и 114 жителей. По «…Памятной книжке Таврической губернии на 1892 год» в деревне Ахтырка, входившей в Емельяновское сельское общество, числилось 195 жителей в 29 домохозяйствах.
После земской реформы 1890-х годов деревню приписали к Андреевской волости. По «…Памятной книжке Таврической губернии на 1900 год» в деревне Ахтырка числилось 215 жителей. По Статистическому справочнику Таврической губернии. Ч.II-я. Статистический очерк, выпуск пятый Феодосийский уезд, 1915 год, в селе Ахтырка Андреевской волости Феодосийского уезда числилось 76 дворов (32 двора с землёй, 44 — безземельные) с русским населением в количестве 258 человек приписных жителей и 126 — «посторонних», из которых 271 мужчина и 157 женщин. Жители владели 460 десятинами удобной земли. В хозяйствах имелось 148 лошадей, 2 вола, 85 коров и 67 голов мелкого скота.
После установления в Крыму Советской власти, по постановлению Крымревкома № 206 «Об изменении административных границ» от 8 января 1921 года была упразднена волостная система и село вошло в состав Ичкинского района Феодосийского уезда, а в 1922 году уезды получили название округов. 11 октября 1923 года, согласно постановлению ВЦИК, в административное деление Крымской АССР были внесены изменения, в результате которых округа были отменены, Ичкинский район упразднили, включив в состав Феодосийского в состав которого включили и село. Согласно Списку населённых пунктов Крымской АССР по Всесоюзной переписи 17 декабря 1926 года, в селе Ахтырка, Емельяновского сельсовета Феодосийского района, числилось 95 дворов, из них 82 крестьянских, население составляло 432 человек, из них 429 русских, 2 немца, 1 грек, действовала русская школа I ступени (пятилетка). Постановлением ВЦИК «О реорганизации сети районов Крымской АССР» от 30 октября 1930 года был создан Сейтлерский район (по другим сведениям 15 сентября 1931 года) и село передали в его состав.
Указом Президиума Верховного Совета РСФСР от 18 мая 1948 года, Ахтырку объединили с Емельяновкой с названием Емельяновка.

## Коджалаки
Деревни Коджалаки (варианты Коджалки, Коджалар, Каджалар), как самостоятельного поселения, скорее всего не существовало — во всяком случае, в ревизских списках она ни разу не значится. Видимо, это был приход — маале большого поселения с неким подобным названием, которое российские топографы отмечали, как отдельную деревню. Первое его документальное упоминание встречается в Камеральном Описании Крыма… 1784 года, судя по которому, в последний период Крымского ханства Коджалки входили в Кучук Карасовский кадылык Карасъбазарскаго каймаканства. На военно-топографической карте генерал-майора Мухина 1817 года обозначена одна деревня Каджалки с 70 дворами, а на карте 1842 года Коджалар обозначен условным знаком «малая деревня», то есть, менее 5 дворов как отдельное поселение. Ещё раз название встречается в «Памятной книжке Таврической губернии за 1867 год», согласно которой деревня Каджалар была покинута жителями в 1860—1864 годах, в результате эмиграции крымских татар, особенно массовой после Крымской войны 1853—1856 годов, в Турцию и оставалась в развалинах.